# Et plus si aff
Pour plus de détails, voir Fiche technique et Distribution.
Et plus si aff (En tout bien tout bonheur) est un film français réalisé par Paul Vecchiali, sorti en 2006.

## Fiche technique
- Titre original : Et plus si aff (En tout bien tout bonheur) ; Et + si @ff (graphie de l'affiche)
- Réalisation, scénario, dialogues, décors et costumes : Paul Vecchiali
- Image : Philippe Botiglione
- Son : Jean-François Chevalier
- Montage : Emmanuel Broche, Paul Vecchiali
- Musique : Roland Vincent
- Production : Jacques Le Glou, Paul Vecchiali
- Société de production : JLA Audiovisuel
- Société de distribution : BQHL
- Pays d'origine :  France
- Langue : français
- Format : couleur - 35mm - Son stéréo
- Genre : Comédie
- Durée : 86 minutes
- Date de sortie : 
  - Belgique : mai 2006
  - France : 4 février 2008 (sorti directement en DVD)

## Distribution
- Françoise Lebrun : Germaine Sémouly
- Frédéric Franzil : Julien Sémouly
- Lionel Duroi : Daniel Massip
- Elsa Lepoivre : Yvonne Aubignac
- Antoine Michel : Philippe Desaix
- Frédéric Norbert : la « Nuiteuse »
- Serge Feuillard : Serge Vidal
- Matthieu Marie : Max Dunant
- Éric Rozier : Éric Zola
- Michel Frantz : André le pianiste
- Yves Rejasse : Abel Inca
- Carole Bernard, Béatrice Bruno, Renaud Donche, Yvan Garouel, Frédéric Hontschoote, Jacky Katu, Thomas Mariano, Olivier Matusiewicz, Matthieu Orléan, François Sculier, Pierre Sénélas, Laurent Touze, Hélène Vecchiali, Emmanuel Vernières : les Complices
- Christophe André, Luc Beltram 	Fabien Boucard, Fabien Castela, Éric Chanut, Benoît Céjudo, Jean-Yves Dubart, Samuel Gouillet, Mehdi Hachemi, Pascal Kentziger, Patrick Le Fol Keranflec'h, Olivier Libs, Sefo Mauligalo, Tony Thurmeau, Chrstian Vabre, Richard Zabot : les Culturistes

et la participation de Didier Lestrade.

## Autour du film
Le titre du film et sa graphie SMS font référence à une expression fréquemment utilisée dans les petites annonces de rencontres : « Et plus si affinités ». Le sous-titre fait quant à lui référence à l'expression « en tout bien tout honneur ».